# 김만중문학상
김만중문학상은 문학사에 큰 업적을 남긴 서포 김만중 선생의 작품세계와 국문정신을 계승하여 한국 문학발전에 이바지하고 문학적 업적을 기리기 위해 남해군과 남해유배문학관이 제정한 문학상이다. 

## 역대 수상자 및 작품
- 2010년 제1회
  - 대상 - 문호성 <육도경>(장편소설)
  - 시 부문 금상 - 하수현 <겨울 나그네>(장시): "(전략)「겨울 나그네」는 갈앉은 차분한 음성으로 순례하는 영혼의 장면들을 장시로 풀어갔다. 떠도는 의식, 이미지, 급할 것 없는 삶의 사연이나 단편들이 시인의 언술에 엮여져 있어 머물지 않는 순례의 길, 그 도정이 밝혀지고 있었다. 이 시에서 독자는 말한다는 것은 그 말 때문에 신뢰할 수 있음을 체험해낼 수 있을 것이다.(후략)” - 강희근(경상대 명예교수), 김용택(시인) / 금상 - 공광규 <지족해협에서> 외 6편
  - 소설 부문 금상 - 유연희 <날짜 변경선> / 금상 - 정희성 <백지에 대한 지질학적 탐구>
  - 수필 부문 금상 - 송명화 <화선(火仙)>
  - 희곡 부문 금상 - 이원희 <줄탁> / 금상 - 이주영 <그녀의 손가락>
  - 아동문학 부문 금상 - 김은수 <도둑왕이 도둑맞은 것> / 금상 - 이우식 <실뜨기놀이>
  - 유배문학특별상 부문 금상 - 한소전 <초옥(草屋) 가는 길>

- 2011년 제2회 
  - 대상 - 이상원 <서포에서 길을 찾다>(서사시)
  - 시 부문 금상 - 박후기 <유배 자청 - 미조항 멸치잡이>
  - 시 부문 은상 - 최헌명 <웃음에 관한 고찰>
  - 소설 부문 금상 - 이후경 <저녘의 포도나무>
  - 소설 부문 은상 - 이춘실 <빨간눈 이새>

- 2012년 제3회[1]
  - 대상 - 임종욱 <남해는 잠들지 않는다>(장편소설)
  - 소설 부문 금상 - 양진영 <올무>
  - 소설 부문 은상 - 김문주 <거울 뒤의 남자>
  - 시 부문 금상 - 이교상 <시조로 읽는 구운몽>
  - 시 부문 은상 - 임경묵 <매화초옥도에 들다>
  - 희곡 부문 금상 - 강석현 <귀불귀-김시습과의 인터뷰>
  - 희곡 부문 은상 - 김영근 <조선으로 베다>

- 2013년 제4회 
  - 대상 - 김주영 <잘 가요 엄마>(장편소설): 공모부문이 아닌, 선정부문 최초의 수상작. 남해 고도에서 모정을 그리며 썼던 서포의 사모곡 집필 자세와 서울에서 모정을 그리며 쓴 김주영의 사모곡 창작 동기는 시대를 넘어 그 공감대를 형성하고 있다. 귀양살이하는 아들이든 도시에서 출세한 아들이든 어머니에게는 한결같은 근심덩어리였다는 점에서 인간은 모성애 앞에 평등할 것이다”며 “이런 모성애가 국토와 역사와 민족으로 어우러져 펼쳐진 게 김주영 문학의 요체이기에 만장일치로 대상작으로 선정하는 데 합의했다.[2]
  - 소설 부문 금상 - 황경민 <아름다운 테러리스트를 위한 지침서>
  - 소설 부문 은상 - (수상작 없음)
  - 시ㆍ시조 부문 금상 - 박현덕 <노도에서의 하룻밤> 외 59편
  - 시ㆍ시조 부문 은상 - 송유미 <물고기 뱃속에서 나온 김만중의 편지> 외 8편

- 2014년 제5회[3]
  - 대상 - 강우식 <마추픽추>(연작 장시)
  - 소설 부문 금상 - 조완선 <걸작의 탄생>
  - 소설 부문 은상 - 윤정아 <서포서한>
  - 시 부문 금상 - 김유섭 <해변에서>
  - 시 부문 은상 - 한승엽 <멸치 복음(福音)>

- 2015년 제6회 
  - 소설 부문 금상 - 손정모 <떠도는 기류>
  - 소설 부문 은상 - 구양근 <칼춤>
  - 시 부문 금상 - 정지윤 <반 셔터를 누르는 오후> 외 6편
  - 시 부문 은상 - 임채성 <다랭이 마을> 외 13편
- 2016년 제7회[4]
  - 소설 부문 금상 - 이서진 <마지막 메이크업>
  - 소설 부문 은상 - 김민주 <너의 목소리> <웨이 테이 하안>
  - 시ㆍ시조 부문 금상 - 이병철 <막사발 속 섬에 사는 이에게>
  - 시ㆍ시조 부문 은상 - 김태승 <물방울의 발설> 외 6편

- 2017년 제8회[5][6]
  - 소설 부문 금상 - 김혜자(필명 김담) <기울어진 식탁>
  - 소설 부문 은상 - 김경순 <춤추는 코끼리>
  - 시 부문 금상 - 김학중 <군무, 새의 형용사> 외 6편
  - 시 부문 은상 - 조경섭 <바다를 감춘 노도> 외 6편